# Świątynia Cheng’en
Świątynia Cheng’en (chiń.: 承恩寺; pinyin: Chéng’ēn Sì) – świątynia buddyjska w Pekinie, w dzielnicy Shijingshan.
Świątynię wzniesiono za rządów dynastii Sui. Budynek kilkukrotnie odnawiano i przebudowywano. Głównej przebudowy świątyni dokonano w latach 1510–1513, za panowania cesarza Zhengde z dynastii Ming. Kolejne renowacje miały miejsce w 1757, 1843 i 2001 roku.
Znaczna część obiektów świątynnych, m.in. pawilon Daxiong, wieża zegarowa i wieża dzwonu oraz kamienne posągi Buddów pochodzą z okresu dynastii Ming. W pawilonie Niebiańskich Królów znajdują się malowidła ścienne, pochodzące także z epoki Ming.
Cały kompleks świątynny zajmuje ok. 20 tys. m².